# Alatoseta
Alatoseta, monotipski rod glavočika smješten u potporodicu Gnaphalieae. jedina vrsta je A. tenuis, južnoafrički endem, sukulent iz provincija Northern Cape i Western Cape.